# بيير برتون
بيير فرانسيس دي ماريني برتون، (12 يوليو 1920 – 30 نوفمبر 2004) كان مؤلف كندي لكتب تروي أحدث حقيقية، خاصة الكتب المتعلقة بالأدب الكندي (أو كنديانا) وتاريخ كندا). كما كان برتون شخصية معروفة في التلفزيون وصحفي.

## روابط خارجية
- بيير برتون على موقع IMDb (الإنجليزية)
- بيير برتون على موقع إن إن دي بي (الإنجليزية)
- بيير برتون على موقع قاعدة بيانات الفيلم (الإنجليزية)